# Barracas (Espanha)
Barracas (em castelhano) ou Barraques (em valenciano) é um município da Espanha na província de Castelló, Comunidade Valenciana. Tem 42,1 km² de área e em 2021 tinha 185 habitantes (densidade: 4,4 hab./km²).

## Demografia
| Variação demográfica do município entre 1991 e 2004 | Variação demográfica do município entre 1991 e 2004 | Variação demográfica do município entre 1991 e 2004 | Variação demográfica do município entre 1991 e 2004 |
| --------------------------------------------------- | --------------------------------------------------- | --------------------------------------------------- | --------------------------------------------------- |
| 1991                                                | 1996                                                | 2001                                                | 2004                                                |
| 171                                                 | 171                                                 | 164                                                 | 183                                                 |